# Elias Kozas
Elias o Ilias Kozas (en griego Ηλίας Κόζας) cantante griego, actualmente líder de la banda Koza Mostra. Representó a Grecia en el Festival de la Canción de Eurovisión 2013 en Malmö junto a Agathonas Iakovidis, ya que ganaron la final nacional griega ese mismo año.